# Johann Anton Tillier (Generalquartiermeister)
Johann Anton Tillier (IX.) (getauft am 28. November 1722 in Pavia; † 23. Februar 1761 in Padua) war ein Schweizer Offizier und Magistrat, und er entstammte der Berner Patrizierfamilie Tillier. Seit 1755 war er Mitglied im Großen Rat von Bern.

## Leben
Johann Anton Tillier war der Sohn des Offiziers Johann Franz Tillier und dessen Frau Maria Anna von Probst. Tillier stand von 1737 bis 1757 in österreichischen Diensten. 
Im Infanterieregiment Nr. 49 (Bärnklau) stieg er bis zum Hauptmann auf. Er wurde 1746 Major und zeichnete sich im Dezember bei Operationen in der Provence aus, dazu wurde er in das Infanterieregiment Nr. 15 versetzt. Im September 1755 (auch:1747) wurde er zum Oberst im Regiment. 
Er kämpfte in verschiedenen Schlachten des Österreichischen Erbfolgekriegs unter Leopold Joseph von Daun. Er zeichnete sich 1758 bei der Belagerung von Schweidnitz aus. Am 6. März 1758 wurde er Generalmajor und Generalquartiermeister. 1758 entwarf er für Österreich den Plan der Schlacht bei Hochkirch. 1759 wurde er zum Feldmarschallleutnant befördert und erhielt das Infanterieregiment No. 36.
Politisch engagierte er sich ab 1755 als bernischer Grossrat und 1758/59 als Gesandter in Sankt Petersburg (vorher in Sardinien). Er starb unverheiratet 1761 in Padua.